# Stoličná hora
Der Stoličná hora (auch Kvádrovec, Kvádrberk, deutsch: Quaderberg) ist ein Tafelberg bei Děčín (Tetschen) in der Böhmischen Schweiz.

## Lage und Umgebung
Der Stoličná hora erhebt sich unmittelbar nördlich der Stadt Děčín. Die Westflanke des Berges reicht bis zur Elbe hinab, die hier am Stoličná hora in ihr tief eingeschnittenes Engtal durch das Elbsandsteingebirge eintritt. Nördlich wird der Berg durch die Laubenschlucht begrenzt, in welcher der von Ludvíkovice (Loosdorf) kommende Loubsky potok zur Elbe hinabfällt.
An der Südseite des Bergplateaus befindet sich ein Aussichtspunkt, der als Kaiseraussicht (Císařský výhled) bekannt ist. An der Elbe, unterhalb des steil herabreichenden, felsigen Berghanges liegt das kleine, zu Děčín gehörige Dorf Loubí (Laube) und die ausgedehnten Anlagen des Elbhafens Loubí. Im Quaderbergtunnel unterquert das Gleis der einstigen Österreichischen Nordwestbahn im Abschnitt Děčín vychod–Děčín-Prostřední Žleb die Südwestflanke des Berges.

## Geschichte
Bereits 1828 sind die ersten Wanderungen auf den Quaderberg erwähnt. Die touristische Erschließung des Berges wurde ab 1864 durch den Bezirkshauptmann Leopold Strnad initiiert. Im zu Ehren wurde der nördliche Teil des Berges auch als Leopoldshöhe bezeichnet. An einer weiter nördlich gelegenen Aussicht befindet sich heute noch eine Sandsteinsäule mit der verblichenen Inschrift „Leopoldshöhe 1864“. 1870 entstand auf der Westaussicht eine erste einfache Restauration. Die Silberhochzeit des österreichischen Kaiserpaares im Jahre 1879 war der Anlass, hier eine Sandsteinsäule zu errichten und diese Stelle von da an Kaiseraussicht zu nennen. 1889 wurde die Restauration durch einen größeren Neubau ersetzt, der 1901 erweitert wurde. Dabei wurde aus einem Abbruchhaus aus der Innenstadt auch ein Renaissanceportal auf den Berg verbracht, welches den Zugang zur Aussichtsterrasse markierte. 1890 wurde an der Nordaussicht ein kleiner Pavillon erbaut. Die Aussicht wurde als Elbwarte bezeichnet. Einen Rastplatz aus dem Jahre 1900 nannte man Karolinenfels. Das Bergrestaurant war nach dem Zweiten Weltkrieg 1945 nicht mehr in Nutzung und wurde 1947 zur Gewinnung von Baumaterial abgebrochen. Als einziges Zeugnis verblieb das Portal bis 2006 auf dem Berg. Es befindet sich heute im Lapidarium des Museums Děčín. Der Aussichtspavillon auf der Elbwarte entging dank seiner massiven Bauweise der Devastierung. In jüngerer Zeit wurde er wieder instand gesetzt. Die Kaiseraussicht samt Obelisk wurde 2024 saniert.

## Aussicht
Von der Kaiseraussicht ist ein schöner Blick über den Talkessel von Děčín bis zu den Anhöhen des nahen Böhmischen Mittelgebirges möglich. Die Kaiseraussicht gehört zu den schönsten Aussichten der Böhmischen Schweiz.

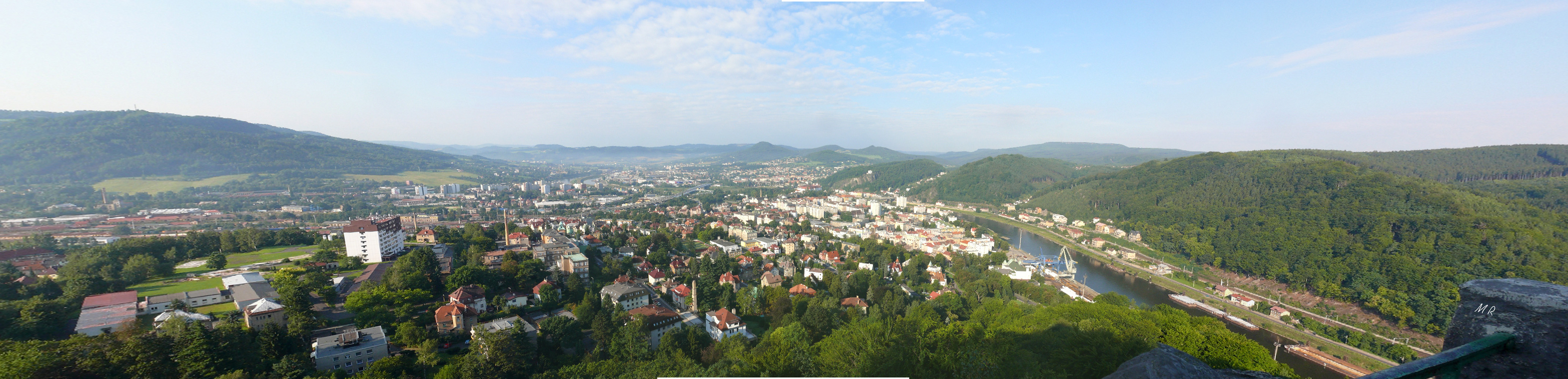
Blick von der Kaiseraussicht über Děčín

## Galerie

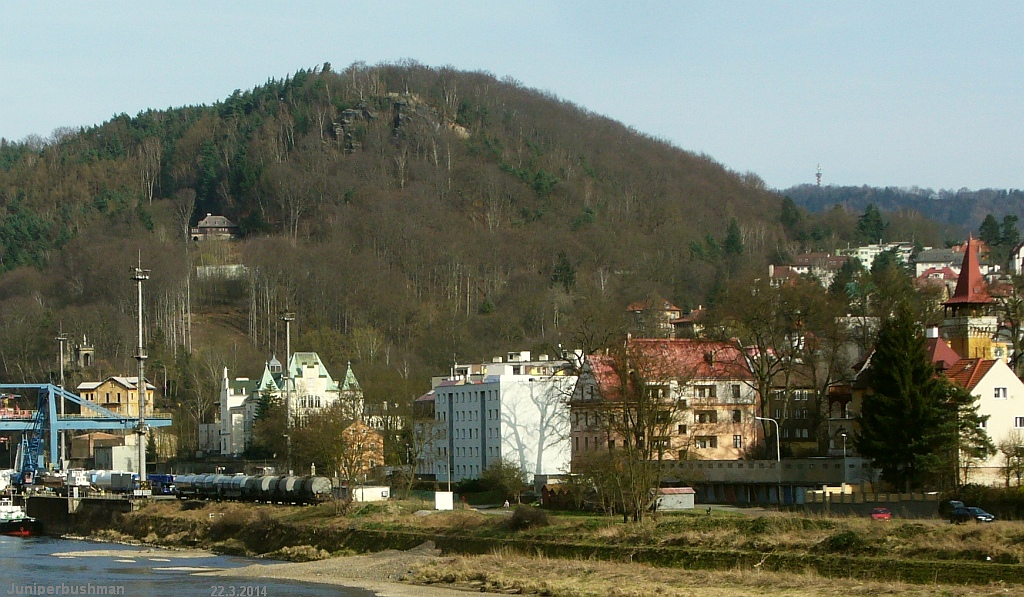
Blick vom Elbtal auf den Quaderberg
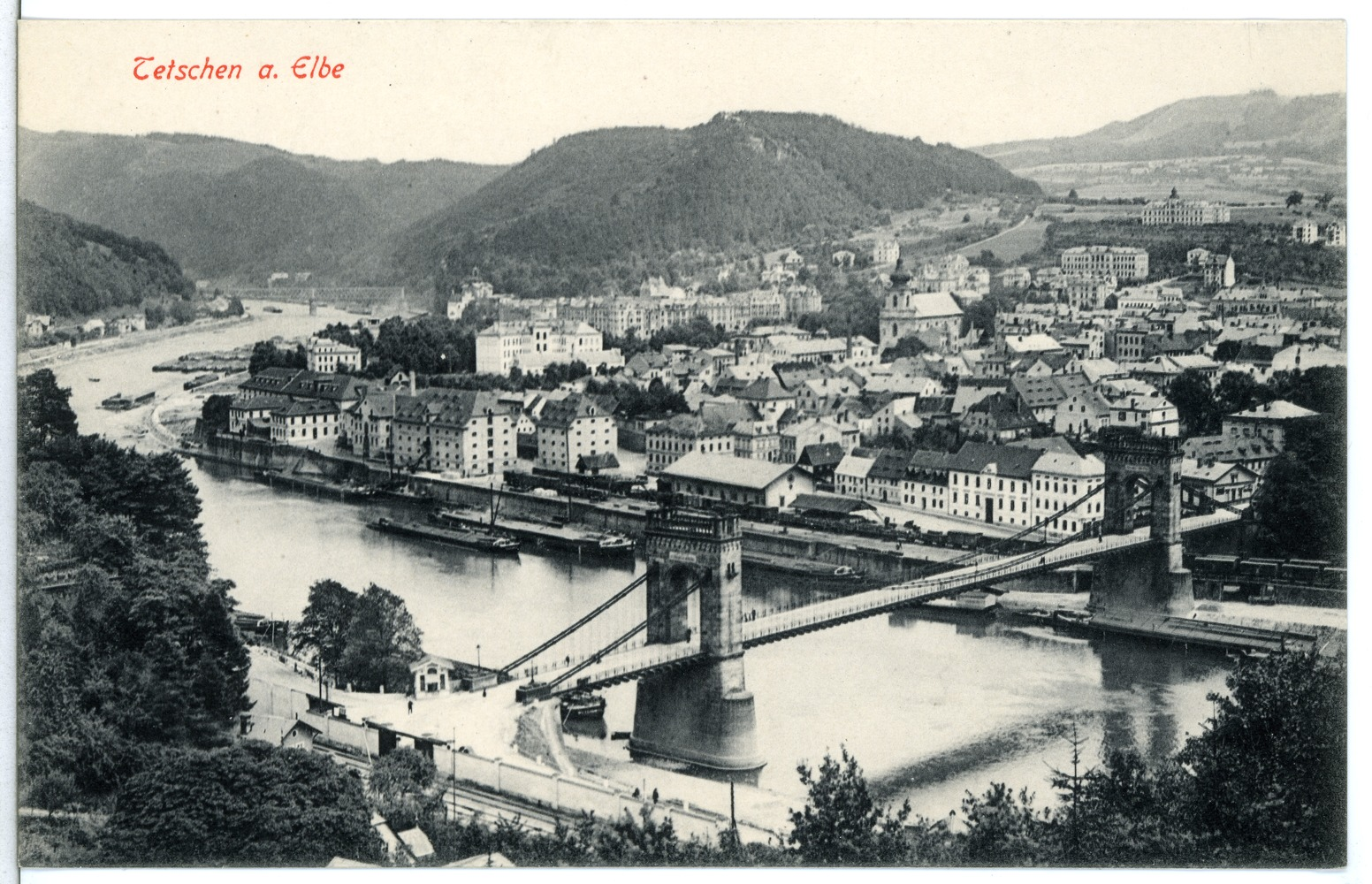
Historische Ansicht (1910) mit Blick über die Kaiserin-Elisabeth-Brücke zum Quaderberg
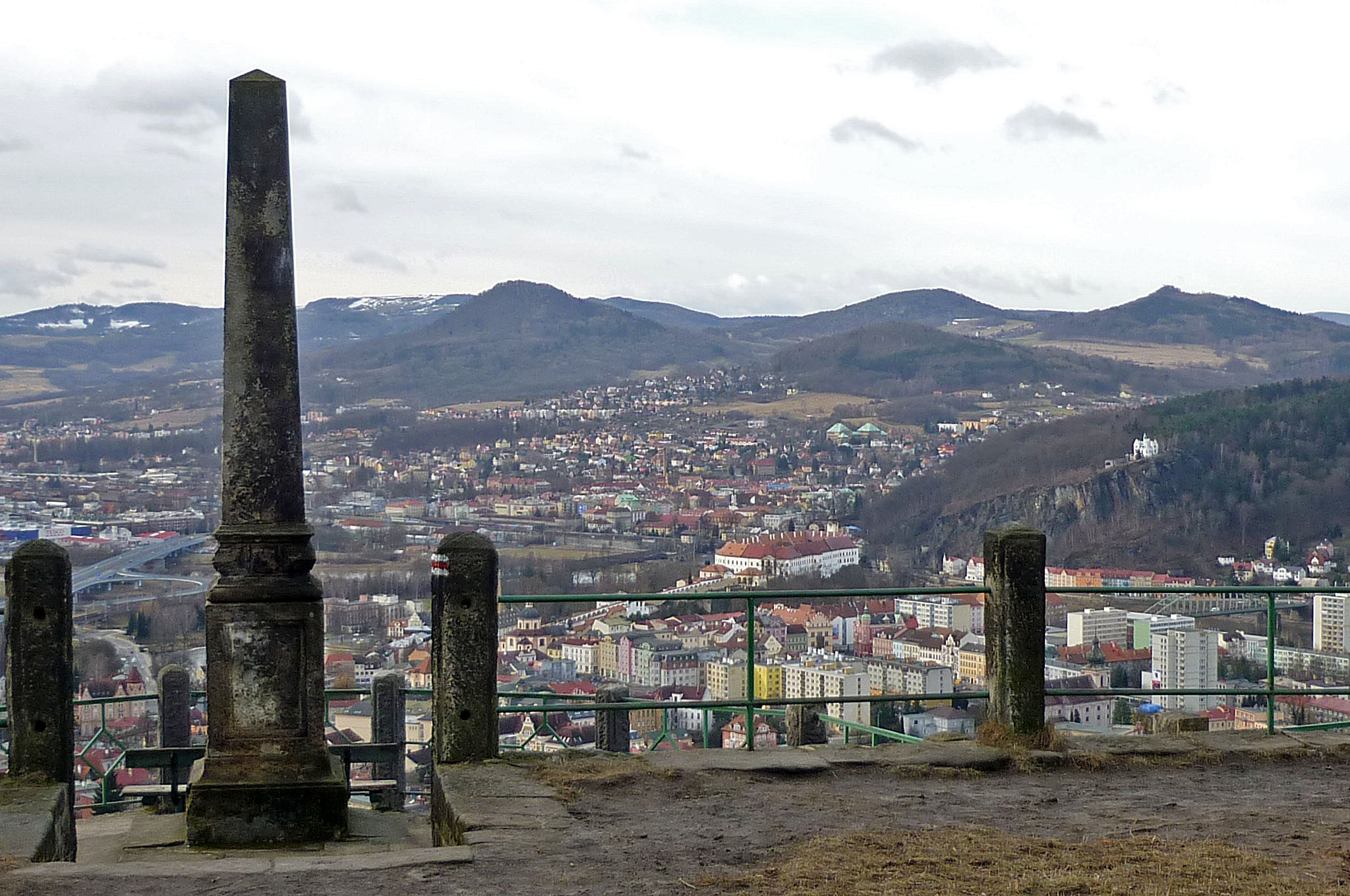
Kaiseraussicht mit Sandsteinsäule
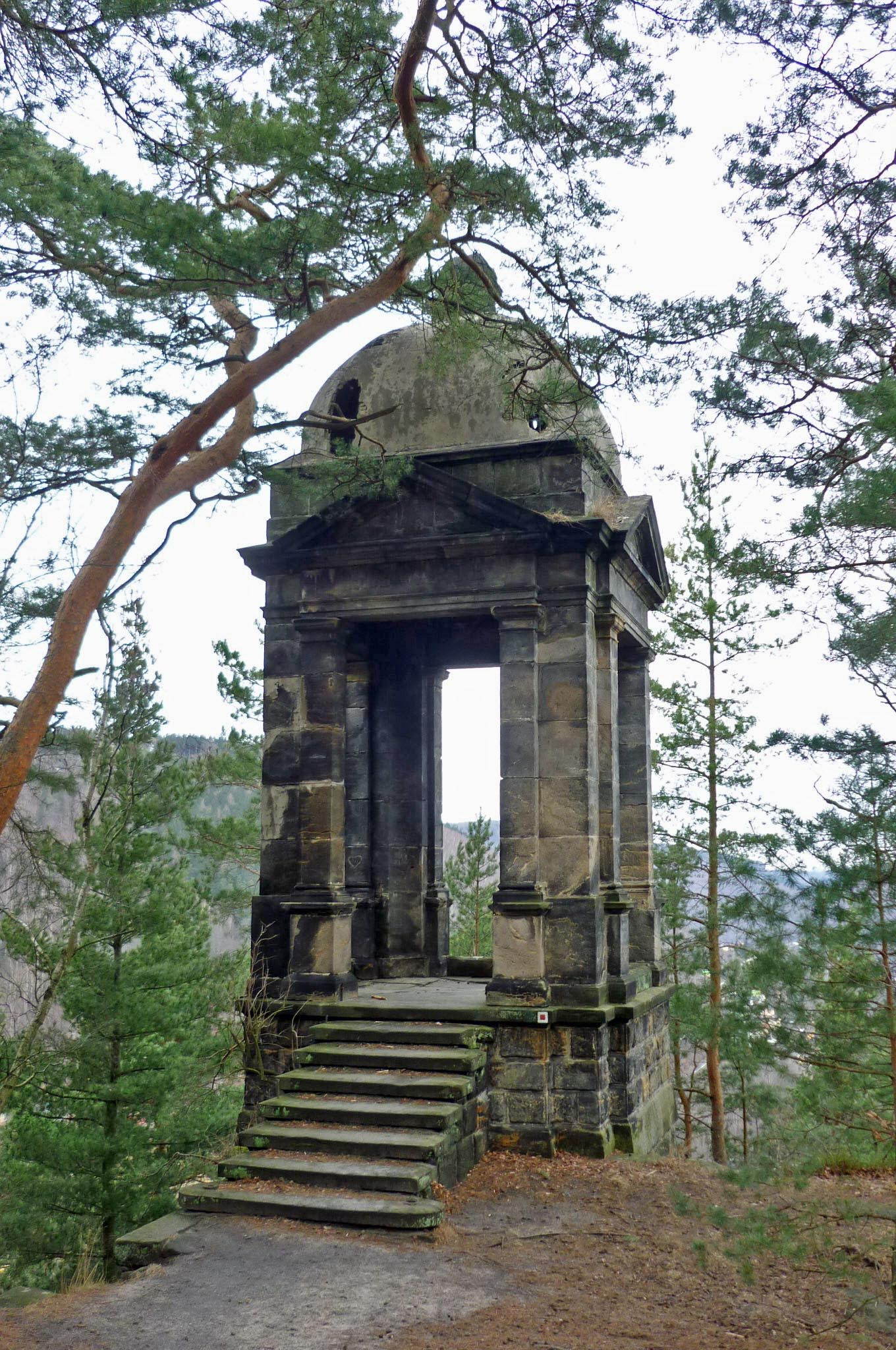
Elbwarte auf dem Quaderberg bei Tetschen
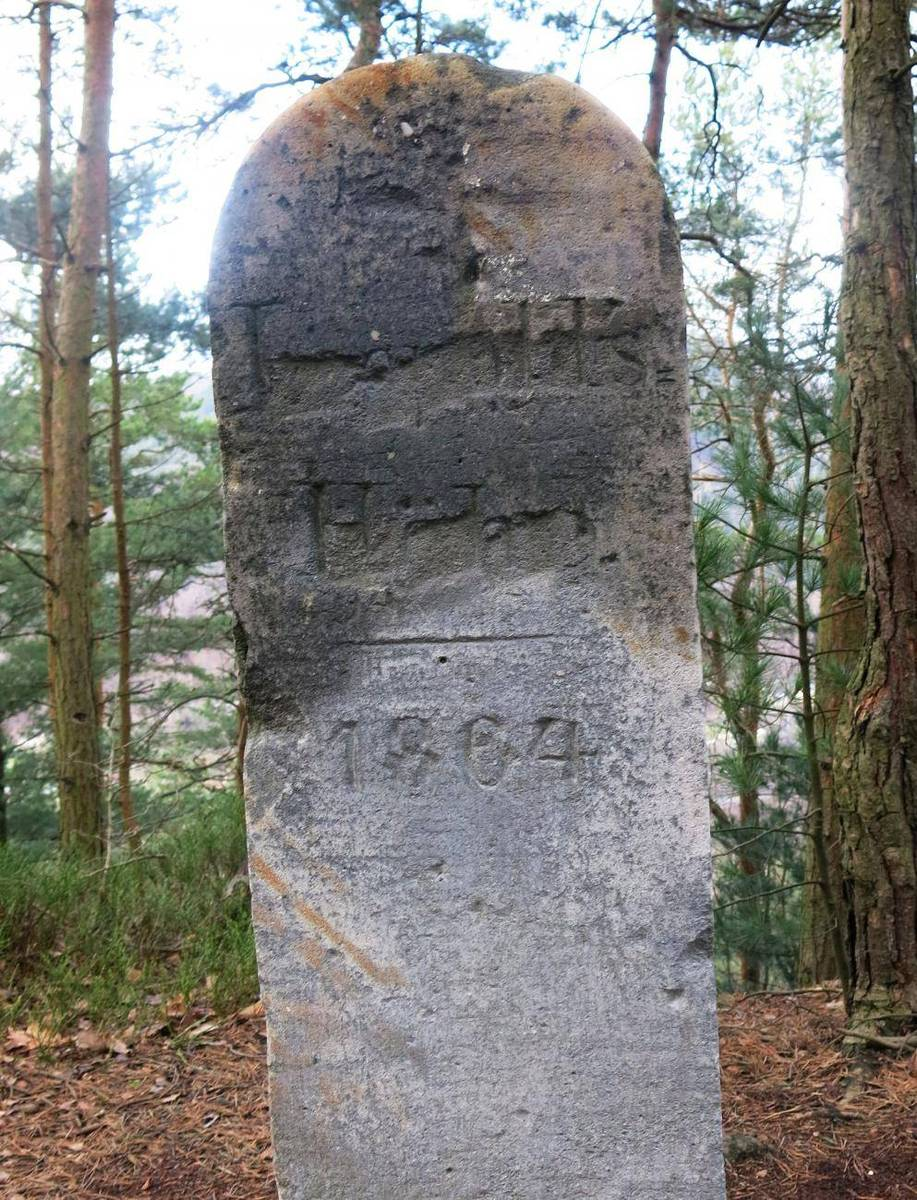
Gedenkstein mit der Inschrift „Leopoldshöhe 1864“
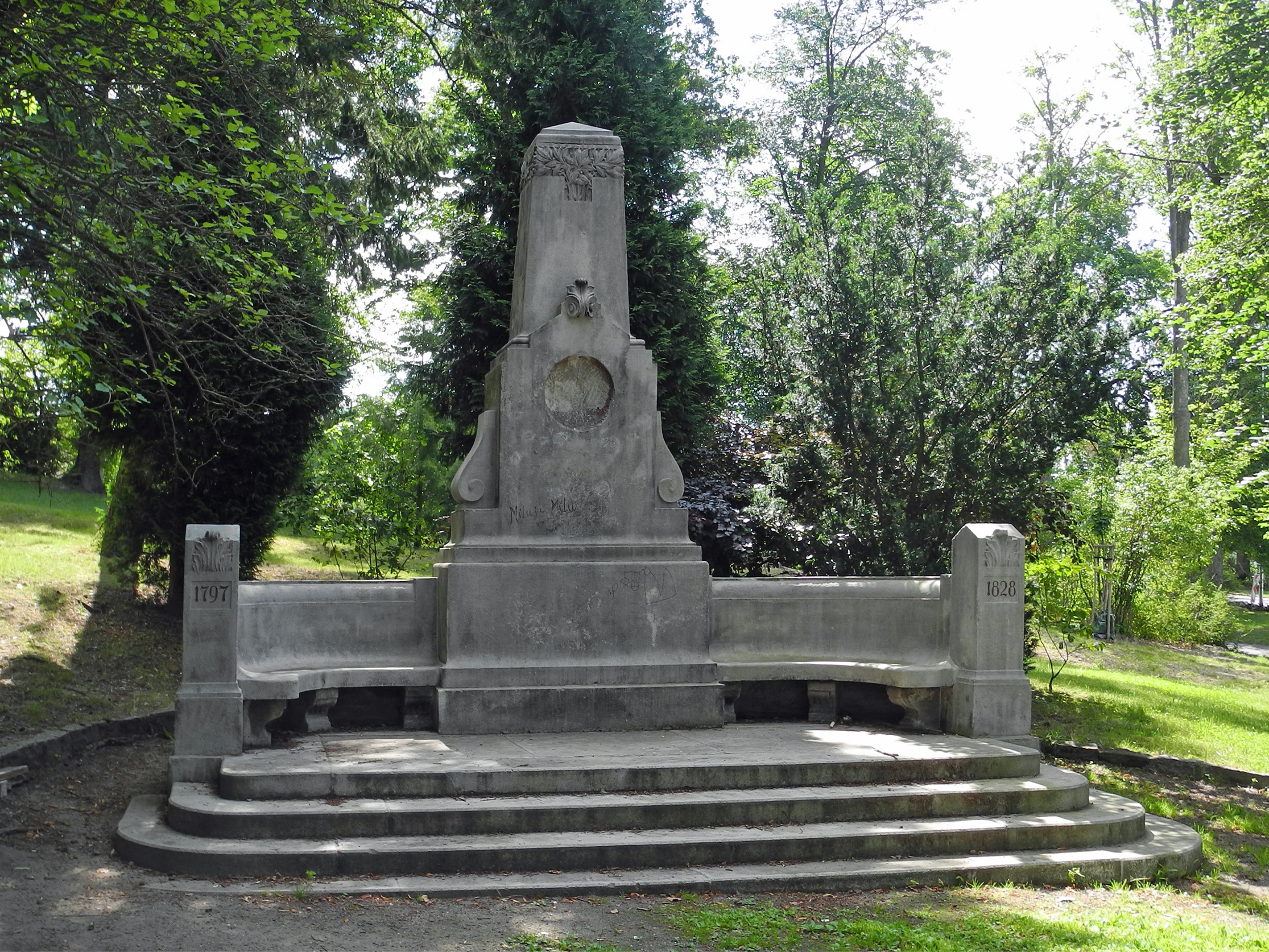
Schubert-Denkmal im Waldpark unterhalb des Quaderbergs

## Wege zum Gipfel
- Über den Quaderberg führt der rot markierte Hauptwanderweg der Böhmischen Schweiz, welcher von Děčín kommend weiter über den Růžové stěny (Rosenkamm) nach Hřensko (Herrnskretschen) führt. Auch der historische Kammweg verlief über den Quaderberg.[3]